# Алабоюн, Али Рыза
Али Рыза Алабоюн (род. 8 марта 1957) — турецкий государственный деятель.

## Биография
Родился 8 марта 1957 года в Аксарае. Окончил Стамбульский технический университет. Затем получил степень магистра в Университете штата Пенсильвания. После этого работал в главном управлении по вопросам исследований и разработки минеральных ресурсов и главном управлении по вопросам добычи. Позднее занимал должность заместителя главного директора «Etibank», входил в состав правления банка.

### Политическая карьера
Вступил в партию справедливости и развития. В 2002 году был избран от неё членом Великого национального собрания. Занимал должность заместителя главы совместного парламентского комитета между Турцией и ЕС. Переизбирался в 2007 и 2011 годах. Занимал должность главы группы межпарламентской дружбы с Бельгией. Также в 2002—2011 входил в состав турецкой делегации в Парламентской ассамблее НАТО.
С 28 августа по 17 ноября 2015 года Алабоюн занимал должность министра энергетики. Для этого ему пришлось выйти из ПСР, так как по закону эту должность мог занять только беспартийный кандидат.